# Kanton Putanges-Pont-Écrepin
Kanton Putanges-Pont-Écrepin (francouzsky Canton de Putanges-Pont-Écrepin) byl francouzský kanton v departementu Orne v regionu Dolní Normandie. Tvořilo ho 21 obcí. Zrušen byl po reformě kantonů 2014.

## Obce kantonu
- Bazoches-au-Houlme
- Champcerie
- Chênedouit
- La Forêt-Auvray
- La Fresnaye-au-Sauvage
- Giel-Courteilles
- Habloville
- Ménil-Gondouin
- Ménil-Hermei
- Ménil-Jean
- Ménil-Vin
- Neuvy-au-Houlme
- Putanges-Pont-Écrepin
- Rabodanges
- Ri
- Rônai
- Les Rotours
- Saint-Aubert-sur-Orne
- Sainte-Croix-sur-Orne
- Sainte-Honorine-la-Guillaume
- Saint-Philbert-sur-Orne